# Cristóvão Ramos
Cristóvão da Silva Ramos (Lione, 25 marzo 1983) è un ex calciatore portoghese, di ruolo centrocampista.